# Rounders – Sista spelet
Rounders – Sista spelet är en amerikansk film från 1998 i regi av John Dahl.

## Handling
Mike McDermott (Matt Damon) slutade med poker efter att ha förlorat alla sina besparingar i en enda hand. Nu tvingas han tillbaka till spelet för att hjälpa sin vän Lester Murphy (Edward Norton) att betala tillbaka en skuld till en otrevlig utlånare.

## Rollista (i urval)
- Matt Damon - Mike McDermott
- Edward Norton - Lester 'Worm' Murphy
- Paul Cicero - Russian Thug
- John Turturro - Joey Knish
- Ray Iannicelli - Kenny
- Gretchen Mol - Jo
- Famke Janssen - Petra
- John Malkovich - Teddy KGB